# Гріх — лють Мікеланджело
«Гріх — лють Мікеланджело» (італ. Il peccato — Il furore di Michelangelo) — драматичний фільм 2019 року режисера Андрія Кончаловського, який базується на житті Мікеланджело Буонарроті.

## Сюжет
У фільмі відстежуються деякі моменти життя Мікеланджело Буонарроті, щоб розкрити найглибшу людяність генія епохи Відродження через бачення режисера. Автор намагається увійти у багатий на релігійні фантазії світ ренесансної людини з усіма її упередженнями та віруваннями. Погляд режисера досліджує недосяжного митця і людину в безперервному пошуку, що бореться з тогочасними можновладцями; перебуває у конфлікті з родиною і, насамперед, із собою. Зокрема, у фільмі розглядається період життя Мікеланджело під час суперництва родин Делла Ровере та Медічі на початку 1500-х років.
Після завершення будівництва Сікстинської капели Папа Юлій II вирішив довірити Мікеланджело проєктування своєї гробниці, запропонувавши йому підписати ексклюзивний договір із родиною Делла Ровере. Однак невдовзі після цього Папа Лев Х із родини Медічі підійметься до папства, який заблокує проєкт гробниці та дасть митцеві нові завдання, змусивши його розриватися між різноманітними замовленнями, претензіями на виплати, авансами, мистецьким суперництвом та конфліктами між різними родинами.

## Виробництво та дистрибуція
Фільм російсько-італійського виробництва, зйомки тривали 14 тижнів. У липні 2019 року президент Росії Володимир Путін під час візиту до Риму подарував Папі Франциску копію фільму.
В Італії фільм розповсюджувався компанією 01 Distribution у кінотеатрах з 28 листопада 2019 року.

## Виноски
1. ↑  «Il peccato - Il Furore di Michelangelo» di Andrei Konchalovsky, il trailer in anteprima. 07.11.2019.
2. ↑  Il peccato - Il furore di Michelangelo.